# Wijken en buurten in Berkelland
De Nederlandse gemeente Berkelland is voor statistische doeleinden onderverdeeld in wijken en buurten. De gemeente is verdeeld in de volgende statistische wijken:
- Wijk 00 Borculo (CBS-wijkcode:185900)
- Wijk 01 Eibergen (CBS-wijkcode:185901)
- Wijk 02 Beltrum (CBS-wijkcode:185902)
- Wijk 03 Neede (CBS-wijkcode:185903)
- Wijk 04 Ruurlo (CBS-wijkcode:185904)

Een statistische wijk kan bestaan uit meerdere buurten. Onderstaande tabel geeft de buurtindeling met kentallen volgens het Centraal Bureau voor de Statistiek (2008):
| CBS-buurtcode | Buurtnaam                                    | Inwonertal | Opp. totaal (ha) | Opp. land (ha) | Ligging                |
| ------------- | -------------------------------------------- | ---------- | ---------------- | -------------- | ---------------------- |
| BU18590000    | Borculo Oude-Centrum                         | 520        | 12               | 11             | Locatie in de gemeente |
| BU18590001    | Borculo overige komgebieden                  | 5480       | 233              | 227            | Locatie in de gemeente |
| BU18590002    | Uitbreidingsplan Hambroek                    | 1060       | 65               | 64             | Locatie in de gemeente |
| BU18590003    | Geesteren                                    | 580        | 43               | 43             | Locatie in de gemeente |
| BU18590004    | Gelselaar                                    | 300        | 35               | 35             | Locatie in de gemeente |
| BU18590005    | Haarlo                                       | 310        | 19               | 19             | Locatie in de gemeente |
| BU18590006    | Verspreide huizen Gelselaar                  | 390        | 956              | 951            | Locatie in de gemeente |
| BU18590007    | Verspreide huizen Geesteren                  | 740        | 1942             | 1929           | Locatie in de gemeente |
| BU18590008    | Verspreide huizen Borculo                    | 690        | 1226             | 1211           | Locatie in de gemeente |
| BU18590009    | Verspreide huizen Haarlo                     | 410        | 1056             | 1018           | Locatie in de gemeente |
| BU18590100    | Eibergen-Centrum en -Oost                    | 5680       | 177              | 173            | Locatie in de gemeente |
| BU18590101    | Eibergen-West                                | 3790       | 114              | 113            | Locatie in de gemeente |
| BU18590102    | Rekken                                       | 480        | 46               | 46             | Locatie in de gemeente |
| BU18590103    | Stichting Rekken                             | 330        | 113              | 113            | Locatie in de gemeente |
| BU18590104    | Verspreide huizen Hupsel-West                | 380        | 862              | 854            | Locatie in de gemeente |
| BU18590105    | Verspreide huizen Hupsel-Oost                | 230        | 457              | 454            | Locatie in de gemeente |
| BU18590106    | Verspreide huizen Holterhoek                 | 760        | 1604             | 1598           | Locatie in de gemeente |
| BU18590107    | Verspreide huizen Mallem en Loo              | 390        | 1078             | 1070           | Locatie in de gemeente |
| BU18590108    | Verspreide huizen Olden en Eibergen          | 360        | 844              | 835            | Locatie in de gemeente |
| BU18590109    | Verspreide huizen Rekken                     | 670        | 1672             | 1660           | Locatie in de gemeente |
| BU18590200    | Beltrum                                      | 990        | 32               | 32             | Locatie in de gemeente |
| BU18590206    | Verspreide huizen Voor-Beltrum               | 390        | 501              | 497            | Locatie in de gemeente |
| BU18590207    | Verspreide huizen Beltrum Lintvelde en Avest | 1400       | 2221             | 2215           | Locatie in de gemeente |
| BU18590209    | Verspreide huizen Beltrumsche Veld           | 210        | 641              | 641            | Locatie in de gemeente |
| BU18590300    | Neede                                        | 7980       | 299              | 299            | Locatie in de gemeente |
| BU18590301    | Noordijk                                     | 260        | 30               | 30             | Locatie in de gemeente |
| BU18590302    | Rietmolen                                    | 540        | 26               | 25             | Locatie in de gemeente |
| BU18590307    | Verspreide huizen Rietmolen en Broeke        | 520        | 1205             | 1202           | Locatie in de gemeente |
| BU18590308    | Verspreide huizen Noordijk                   | 590        | 1606             | 1604           | Locatie in de gemeente |
| BU18590309    | Verspreide huizen Neede                      | 900        | 1434             | 1427           | Locatie in de gemeente |
| BU18590400    | Ruurlo                                       | 5010       | 179              | 179            | Locatie in de gemeente |
| BU18590405    | Verspreide huizen Ruurlo                     | 1810       | 1756             | 1752           | Locatie in de gemeente |
| BU18590406    | Verspreide huizen Veldhoek                   | 280        | 1130             | 1122           | Locatie in de gemeente |
| BU18590407    | Verspreide huizen Heurne                     | 190        | 420              | 420            | Locatie in de gemeente |
| BU18590408    | Verspreide huizen Zuidelijk Broek            | 410        | 1594             | 1584           | Locatie in de gemeente |
| BU18590410    | Verspreide huizen Ruurlosche Broek           | 130        | 415              | 415            | Locatie in de gemeente |